# Катар на чемпіонаті світу з футболу
До отримання статусу країни-господаря Катар ніколи не брав участь у фінальній частині чемпіонату світу з футболу з тих пір, як країна здобула незалежність в 1971 році. Хоча Катар був постійним учасником континентального Кубка Азії, національна команда завжди програвала на фінальній стадії кваліфікації до чемпіонату світу. Приймаючи чемпіонат світу з футболу 2022 року та не пройшовши кваліфікацію на попередній чемпіонат 2018 року в Росії, Катар став першою збірною, яка зіграла на чемпіонаті світу, при цьому жодного разу не пройшовши у фінальну частину через кваліфікацію.
Колишній дискредитований президент ФІФА, Зепп Блаттер, надав право Катару на проведення чемпіонату світу в 2022 році, що викликало масу обурень до його персони, рішення та до турніру загалом. Катару довелося зіштовхнутися із шквалом критики через умови праці трудових імігрантів та права ЛГБТК+ спільноти, а також зі звинуваченнями у підкупі посадових осіб ФІФА, аби права господаря чемпіонату отримали саме вони. Сам Катар заперечив усі звинувачення. У 2022 році перед початком турніру Блаттер заявив, що надання Катару права приймати змагання було «помилкою». Він додав, що країна «дуже маленька» для проведення турніру, а «футбол і чемпіонат світу занадто великі для цього». З 2017 року катарський уряд запровадив реформи, спрямовані на покращення умов праці трудових мігрантів. У січні 2022 президент ФІФА Джанні Інфантіно відмітив поправки країни у сфері трудового законодавства і захисту працівників та щодо мінімальної заробітної плати, також відмітивши інші зміни, які Катар має запровадити в майбутньому.
Після того, як Катар отримав статус країни-господарки, збірна значно покращила свої результати, вигравши Кубок Азії 2019 та зігравши внічию зі збірною Парагваю (2:2) на Кубку Америки 2019.
Займаючи 50 місце у рейтингу ФІФА, Катар розпочав турнір третьою збірною з найнижчим рейтингом серед усіх 32 учасниць; нижче розташовувалися тільки збірні Саудівської Аравії та Гани. У ході чемпіонату збірна показала невтішні результати та встановила низку антирекордів серед приймаючих країн. Так, Катар став першою країною-господаркою, яка програла не тільки у матчі-відкритті, але й у всіх трьох матчах своєї групи. Після поразки збірній Сенегалу з рахунком 3:1 у другому турі групового етапу Катар став першою країною-господаркою, яка втратила шанси на вихід з групи вже після другого тура (Нідерланди та Еквадор мали в активі по 4 очки, Сенегал — 3, Катар — 0). До того ж, за результатами групового етапу Катар зайняв останнє місце у своїй групі, не набравши жодних очків, таким чином ставши першою країною-господаркою, яка мала 0 очків після групового етапу. Збірна Катару стала найгіршою країною-господаркою за всю історію турніру, показавши гірші результати, ніж попередній володар цього антититулу, збірна Південно-Африканської Республіки, яка свого часу зайняла третє місце у групі, набравши 4 очки, та вибула за результатами різниці м'ячів.

## Результати на чемпіонатах світу
| Чемпіонат світу | Чемпіонат світу         | Чемпіонат світу         | Чемпіонат світу         | Чемпіонат світу         | Чемпіонат світу         | Чемпіонат світу         | Чемпіонат світу         | Чемпіонат світу         |                                    | Кваліфікація                       | Кваліфікація                       | Кваліфікація                       | Кваліфікація                       | Кваліфікація                       | Кваліфікація         |                      |
| Рік             | Результат               | Місце                   | М                       | П                       | Н*                      | П                       | ЗМ                      | ПМ                      | М                                  | П                                  | Н                                  | П                                  | ЗМ                                 | ПМ                                 |                      |                      |
| --------------- | ----------------------- | ----------------------- | ----------------------- | ----------------------- | ----------------------- | ----------------------- | ----------------------- | ----------------------- | ---------------------------------- | ---------------------------------- | ---------------------------------- | ---------------------------------- | ---------------------------------- | ---------------------------------- | -------------------- | -------------------- |
| 1930            | Не були членами ФІФА    | Не були членами ФІФА    | Не були членами ФІФА    | Не були членами ФІФА    | Не були членами ФІФА    | Не були членами ФІФА    | Не були членами ФІФА    | Не були членами ФІФА    | Не були членами ФІФА               | Не були членами ФІФА               | Не були членами ФІФА               | Не були членами ФІФА               | Не були членами ФІФА               | Не були членами ФІФА               | Не були членами ФІФА | Не були членами ФІФА |
| 1934            | Не були членами ФІФА    | Не були членами ФІФА    | Не були членами ФІФА    | Не були членами ФІФА    | Не були членами ФІФА    | Не були членами ФІФА    | Не були членами ФІФА    | Не були членами ФІФА    | Не були членами ФІФА               | Не були членами ФІФА               | Не були членами ФІФА               | Не були членами ФІФА               | Не були членами ФІФА               | Не були членами ФІФА               | Не були членами ФІФА | Не були членами ФІФА |
| 1938            | Не були членами ФІФА    | Не були членами ФІФА    | Не були членами ФІФА    | Не були членами ФІФА    | Не були членами ФІФА    | Не були членами ФІФА    | Не були членами ФІФА    | Не були членами ФІФА    | Не були членами ФІФА               | Не були членами ФІФА               | Не були членами ФІФА               | Не були членами ФІФА               | Не були членами ФІФА               | Не були членами ФІФА               | Не були членами ФІФА | Не були членами ФІФА |
| 1950            | Не були членами ФІФА    | Не були членами ФІФА    | Не були членами ФІФА    | Не були членами ФІФА    | Не були членами ФІФА    | Не були членами ФІФА    | Не були членами ФІФА    | Не були членами ФІФА    | Не були членами ФІФА               | Не були членами ФІФА               | Не були членами ФІФА               | Не були членами ФІФА               | Не були членами ФІФА               | Не були членами ФІФА               | Не були членами ФІФА | Не були членами ФІФА |
| 1954            | Не були членами ФІФА    | Не були членами ФІФА    | Не були членами ФІФА    | Не були членами ФІФА    | Не були членами ФІФА    | Не були членами ФІФА    | Не були членами ФІФА    | Не були членами ФІФА    | Не були членами ФІФА               | Не були членами ФІФА               | Не були членами ФІФА               | Не були членами ФІФА               | Не були членами ФІФА               | Не були членами ФІФА               | Не були членами ФІФА | Не були членами ФІФА |
| 1958            | Не були членами ФІФА    | Не були членами ФІФА    | Не були членами ФІФА    | Не були членами ФІФА    | Не були членами ФІФА    | Не були членами ФІФА    | Не були членами ФІФА    | Не були членами ФІФА    | Не були членами ФІФА               | Не були членами ФІФА               | Не були членами ФІФА               | Не були членами ФІФА               | Не були членами ФІФА               | Не були членами ФІФА               | Не були членами ФІФА | Не були членами ФІФА |
| 1962            | Не були членами ФІФА    | Не були членами ФІФА    | Не були членами ФІФА    | Не були членами ФІФА    | Не були членами ФІФА    | Не були членами ФІФА    | Не були членами ФІФА    | Не були членами ФІФА    | Не були членами ФІФА               | Не були членами ФІФА               | Не були членами ФІФА               | Не були членами ФІФА               | Не були членами ФІФА               | Не були членами ФІФА               | Не були членами ФІФА | Не були членами ФІФА |
| 1966            | Не були членами ФІФА    | Не були членами ФІФА    | Не були членами ФІФА    | Не були членами ФІФА    | Не були членами ФІФА    | Не були членами ФІФА    | Не були членами ФІФА    | Не були членами ФІФА    | Не були членами ФІФА               | Не були членами ФІФА               | Не були членами ФІФА               | Не були членами ФІФА               | Не були членами ФІФА               | Не були членами ФІФА               | Не були членами ФІФА | Не були членами ФІФА |
| 1970            | Не були членами ФІФА    | Не були членами ФІФА    | Не були членами ФІФА    | Не були членами ФІФА    | Не були членами ФІФА    | Не були членами ФІФА    | Не були членами ФІФА    | Не були членами ФІФА    | Не були членами ФІФА               | Не були членами ФІФА               | Не були членами ФІФА               | Не були членами ФІФА               | Не були членами ФІФА               | Не були членами ФІФА               | Не були членами ФІФА | Не були членами ФІФА |
| 1974            | Не допущені             | Не допущені             | Не допущені             | Не допущені             | Не допущені             | Не допущені             | Не допущені             | Не допущені             | Не допущені                        | Не допущені                        | Не допущені                        | Не допущені                        | Не допущені                        | Не допущені                        |                      |                      |
| 1978            | Не пройшли кваліфікацію | Не пройшли кваліфікацію | Не пройшли кваліфікацію | Не пройшли кваліфікацію | Не пройшли кваліфікацію | Не пройшли кваліфікацію | Не пройшли кваліфікацію | Не пройшли кваліфікацію | 4                                  | 1                                  | 0                                  | 3                                  | 3                                  | 9                                  |                      |                      |
| 1982            | Не пройшли кваліфікацію | Не пройшли кваліфікацію | Не пройшли кваліфікацію | Не пройшли кваліфікацію | Не пройшли кваліфікацію | Не пройшли кваліфікацію | Не пройшли кваліфікацію | Не пройшли кваліфікацію | 4                                  | 2                                  | 0                                  | 2                                  | 5                                  | 3                                  |                      |                      |
| 1986            | Не пройшли кваліфікацію | Не пройшли кваліфікацію | Не пройшли кваліфікацію | Не пройшли кваліфікацію | Не пройшли кваліфікацію | Не пройшли кваліфікацію | Не пройшли кваліфікацію | Не пройшли кваліфікацію | 4                                  | 2                                  | 0                                  | 2                                  | 6                                  | 3                                  |                      |                      |
| 1990            | Не пройшли кваліфікацію | Не пройшли кваліфікацію | Не пройшли кваліфікацію | Не пройшли кваліфікацію | Не пройшли кваліфікацію | Не пройшли кваліфікацію | Не пройшли кваліфікацію | Не пройшли кваліфікацію | 11                                 | 4                                  | 6                                  | 1                                  | 12                                 | 8                                  |                      |                      |
| 1994            | Не пройшли кваліфікацію | Не пройшли кваліфікацію | Не пройшли кваліфікацію | Не пройшли кваліфікацію | Не пройшли кваліфікацію | Не пройшли кваліфікацію | Не пройшли кваліфікацію | Не пройшли кваліфікацію | 8                                  | 5                                  | 1                                  | 2                                  | 22                                 | 8                                  |                      |                      |
| 1998            | Не пройшли кваліфікацію | Не пройшли кваліфікацію | Не пройшли кваліфікацію | Не пройшли кваліфікацію | Не пройшли кваліфікацію | Не пройшли кваліфікацію | Не пройшли кваліфікацію | Не пройшли кваліфікацію | 11                                 | 6                                  | 1                                  | 4                                  | 21                                 | 10                                 |                      |                      |
| 2002            | Не пройшли кваліфікацію | Не пройшли кваліфікацію | Не пройшли кваліфікацію | Не пройшли кваліфікацію | Не пройшли кваліфікацію | Не пройшли кваліфікацію | Не пройшли кваліфікацію | Не пройшли кваліфікацію | 14                                 | 7                                  | 4                                  | 3                                  | 24                                 | 13                                 |                      |                      |
| 2006            | Не пройшли кваліфікацію | Не пройшли кваліфікацію | Не пройшли кваліфікацію | Не пройшли кваліфікацію | Не пройшли кваліфікацію | Не пройшли кваліфікацію | Не пройшли кваліфікацію | Не пройшли кваліфікацію | 6                                  | 3                                  | 0                                  | 3                                  | 16                                 | 8                                  |                      |                      |
| 2010            | Не пройшли кваліфікацію | Не пройшли кваліфікацію | Не пройшли кваліфікацію | Не пройшли кваліфікацію | Не пройшли кваліфікацію | Не пройшли кваліфікацію | Не пройшли кваліфікацію | Не пройшли кваліфікацію | 16                                 | 6                                  | 4                                  | 6                                  | 16                                 | 20                                 |                      |                      |
| 2014            | Не пройшли кваліфікацію | Не пройшли кваліфікацію | Не пройшли кваліфікацію | Не пройшли кваліфікацію | Не пройшли кваліфікацію | Не пройшли кваліфікацію | Не пройшли кваліфікацію | Не пройшли кваліфікацію | 14                                 | 5                                  | 5                                  | 4                                  | 18                                 | 14                                 |                      |                      |
| 2018            | Не пройшли кваліфікацію | Не пройшли кваліфікацію | Не пройшли кваліфікацію | Не пройшли кваліфікацію | Не пройшли кваліфікацію | Не пройшли кваліфікацію | Не пройшли кваліфікацію | Не пройшли кваліфікацію | 16                                 | 9                                  | 1                                  | 6                                  | 35                                 | 14                                 |                      |                      |
| 2022            | Груповий етап           | 32-ге                   | 3                       | 0                       | 0                       | 3                       | 1                       | 7                       | Кваліфікувалися як країна-господар | Кваліфікувалися як країна-господар | Кваліфікувалися як країна-господар | Кваліфікувалися як країна-господар | Кваліфікувалися як країна-господар | Кваліфікувалися як країна-господар |                      |                      |
| 2026            | —                       | —                       | —                       | —                       | —                       | —                       | —                       | —                       | —                                  | —                                  | —                                  | —                                  | —                                  | —                                  |                      |                      |
| Усього          | Груповий етап           | 1/22                    | 3                       | 0                       | 0                       | 3                       | 1                       | 7                       | 108                                | 50                                 | 22                                 | 36                                 | 178                                | 110                                |                      |                      |

### Матчі на чемпіонатах світу
| Чемпіонат світу | Стадія        | Суперник   | Рахунок | Результат | Місце проведення | Гравці, хто відмітився забитим м'ячем |
| --------------- | ------------- | ---------- | ------- | --------- | ---------------- | ------------------------------------- |
| 2022            | Груповий етап | Еквадор    | 0:2     | Поразка   | Ель-Хаур         | —                                     |
| 2022            | Груповий етап | Сенегал    | 1:3     | Поразка   | Доха             | М. Мунтарі                            |
| 2022            | Груповий етап | Нідерланди | 0:2     | Поразка   | Ель-Хаур         | —                                     |

## Найкращі гравці

### За кількістю проведених матчів
| Місце | Гравець            | Кількість матчів | Чемпіонат світу |
| ----- | ------------------ | ---------------- | --------------- |
| 1     | Буалем Хухі        | 3                | 2022            |
| 1     | Абделькарім Хассан | 3                | 2022            |
| 1     | Ро-Ро              | 3                | 2022            |
| 1     | Хомам Ахмед        | 3                | 2022            |
| 1     | Хассан аль-Гайдос  | 3                | 2022            |
| 1     | Карім Будіаф       | 3                | 2022            |
| 1     | Абдулазіз Хатем    | 3                | 2022            |
| 1     | Алмоез Алі         | 3                | 2022            |
| 1     | Акрам Афіф         | 3                | 2022            |
| 1     | Мохаммед Мунтарі   | 3                | 2022            |

### За кількістю забитих м'ячів
| Місце | Гравець          | Кількість м'ячів | Чемпіонат світу |
| ----- | ---------------- | ---------------- | --------------- |
| 1     | Мохаммед Мунтарі | 1                | 2022            |